# 约瑟夫·卡比拉
约瑟夫·卡比拉（Joseph Kabila Kabange；1971年6月4日—），現任剛果民主共和國終身參議員，曾任剛果民主共和國总统，前总统洛朗-德西雷·卡比拉之子，父親遇刺身亡後繼任總統。

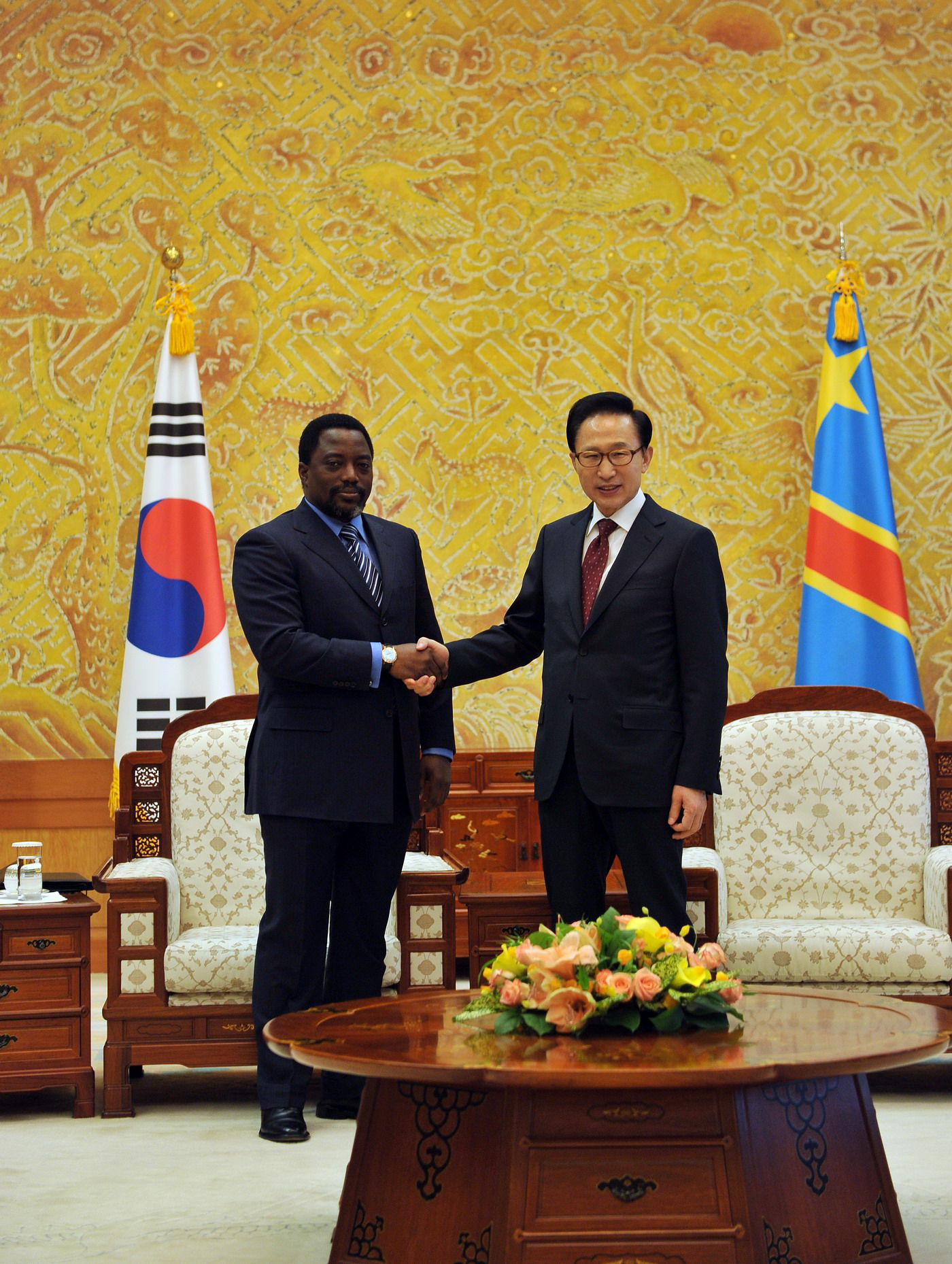
2010年3月29日卡比拉在青瓦台与韩国总统李明博会面

1971年6月4日生于剛果民主共和國南基伍省金杜市，他在乌干达和坦桑尼亚分别完成小学和中学教育，1991年进入坦桑尼亚达累斯萨拉姆大学学习法律，后开始从军，随同其父亲征战。2001年1月，其父卡比拉总统遇刺身亡后，他被内阁会议全面授权领导政府和军队，任总统兼武装部队总司令。
2006年11月，在总统选举中获胜。
2011年剛果最高法院16日裁定的結果，在2011年11月28日舉行的總統選舉投票中，卡比拉獲得48.95％的選票，在所有候選人中得票最高。按照選舉法規定，卡比拉獲得簡單多數，當選總統獲得連任。
2016年12月31日卡比拉與反對派達成協議，总统选举拖延至2017年底舉行，等到了承諾日期选举官员卻再次表示選舉延後至2019年，該表態引發群眾強烈不滿，隨後爆發示威遊行，遭剛果民主共和國政府镇压，造成8人死亡，十余名抗议者遭捕，剛果民主共和國政府下令由于「国家安全原因」，全国即日起无限期关闭網路与訊息服务。
2018年8月，刚果民主共和国政府發言人宣佈卡比拉將不會參加2018年12月舉行的大選。